# Новая Малукса
Но́вая Ма́лукса — посёлок во Мгинском городском поселении Кировского района Ленинградской области.

## История
С 1917 по 1923 год деревня Новая Малукса входила в состав Лодвинского сельсовета Поречской волости Шлиссельбургского уезда.
С 1923 года в составе Виняголовского сельсовета Путиловской волости Ленинградского уезда.
С 1924 года вновь в составе Лодвинского сельсовета.
С февраля 1927 года в составе Мгинской волости. С августа 1927 года в составе Мгинского района.
С 1928 года в составе Берёзовского сельсовета.
По данным 1933 года в состав Берёзовского сельсовета Мгинского района входила единая деревня Малукса.

План деревни Новая Малукса. 1937 год

Деревня находилась в оккупации. Была освобождена от немецко-фашистских оккупантов 22 января 1944 года.
С 1960 года в составе Тосненского района.
По данным 1966 и 1973 годов посёлок Новая Малукса являлся административным центром Берёзовского сельсовета Тосненского района.
По данным 1990 года посёлок Новая Малукса входил в состав Берёзовского сельсовета Кировского района.
В 1997 году в посёлке Новая Малукса Берёзовской волости проживали 163 человека, в 2002 году — 159 человек (из них русские — 82 %).
В 2007 году в посёлке Новая Малукса Мгинского городского поселения проживал 131 человек.

## География
Посёлок расположен в южной части района на автодороге 41К-124 (Петрово — ст. Малукса), к юго-востоку от центра поселения, посёлка Мга.
Расстояние до административного центра поселения — 41 км.
Через посёлок проходит железнодорожная линия Мга — Будогощь. В посёлке находится станция Малукса.
Через посёлок протекает река Берёзовка. К востоку от посёлка находится болото Малуксинский мох.

## Демография
| 2007 | 2010 | 2017 |
| ---- | ---- | ---- |
| 131  | ↗148 | ↗154 |

## Улицы
Героя Фёдора Фомина, Железнодорожная, Заречная, Лесная, Северная, Сосновая.